# Vernárska tiesňava
Vernárska tiesňava je národní přírodní rezervace v oblasti Slovenský raj.
Nachází se v katastrálním území obce Vernár v okrese Poprad v Prešovském kraji. Území bylo vyhlášeno či novelizováno v letech 1966, 1993 na rozloze 82,94 ha. Ochranné pásmo nebylo stanoveno.